# Fumiyuki Beppu
Fumiyuki Beppu (Chigasaki, 10 de abril de 1983) es un ciclista japonés.

## Trayectoria
Es profesional desde 2005 cuando debutó en el Discovery Channel. Entre sus resultados destacan el segundo en una etapa del Tour de Romandía en 2007, el premio de la combatividad en la última etapa del Tour de Francia en 2009 gracias a una buena escapada pero fue neutralizado junto a sus compañeros de fuga a falta de 2 kilómetros y el premio de la combatividad en la etapa 18 de la Vuelta a España en 2016.
En noviembre de 2021, tras competir ese año con el EF Education-NIPPO, anunció su retirada.

## Palmarés
2004
- 1 etapa del Giro del Valle de Aosta

2006
- Campeonato de Japón Contrarreloj
- Campeonato de Japón en Ruta

2008
- Campeonato Asiático en Ruta

2011
- Campeonato de Japón Contrarreloj
- Campeonato de Japón en Ruta

2014
- Campeonato de Japón Contrarreloj

2016
- 3.º en el Campeonato Asiático en Ruta

2017
- 2.º en el Campeonato de Japón en Ruta

2018
- 2.º en el Campeonato Asiático en Ruta
- 2.º en los Juegos Asiáticos en Ruta
- 3.º en los Juegos Asiáticos Contrarreloj

2019
- 3.º en el Campeonato de Japón Contrarreloj

## Resultados en Grandes Vueltas y Campeonatos del Mundo
| Carrera              | Carrera              | 2005 | 2006  | 2007 | 2008 | 2009  | 2010 | 2011  | 2012  | 2013 | 2014 | 2015  | 2016  | 2017 | 2018 | 2019 | 2020 | 2021 |
| -------------------- | -------------------- | ---- | ----- | ---- | ---- | ----- | ---- | ----- | ----- | ---- | ---- | ----- | ----- | ---- | ---- | ---- | ---- | ---- |
|                      | Giro de Italia       | —    | —     | —    | —    | —     | —    | 67.º  | 121.º | —    | 82.º | 117.º | —     | —    | —    | —    | —    | —    |
|                      | Tour de Francia      | —    | —     | —    | —    | 112.º | —    | —     | —     | —    | —    | —     | —     | —    | —    | —    | —    | —    |
|                      | Vuelta a España      | —    | —     | —    | —    | —     | —    | —     | —     | —    | —    | —     | 120.º | —    | —    | —    | —    | —    |
| Mundial en Ruta      | Mundial en Ruta      | —    | 124.º | Ab.  | —    | 57.º  | 30.º | 120.º | —     | —    | —    | Ab.   | Ab.   | —    | —    | —    | —    | —    |
| Mundial Contrarreloj | Mundial Contrarreloj | 29.º | —     | 48.º | —    | —     | —    | —     | —     | —    | —    | —     | —     | —    | —    | —    | —    | —    |

—: no participa

Ab.: abandono

## Equipos
- Discovery Channel Pro Cycling Team (2005-2007)
- Skil-Shimano (2008-2009)
- Team RadioShack (2010-2011)
- Orica-GreenEDGE (2012-2013)
- Trek (2014-2019)
  - Trek Factory Racing (2014-2015)
  - Trek-Segafredo (2016-2019)
- NIPPO DELKO One Provence[2] (2020)
- EF Education-NIPPO (2021)